# Курортное (Черняховский район)
Курортное — посёлок в Черняховском муниципальном округе Калининградской области.

## История
Поселение Гросс Будлаккен было основано в 1673 году и до Второй мировой войны состояло всего из трёх дворов. В 1946 году Гросс Будлаккен был переименован в Курортное.
Литовское название посёлка ― Budlaukiai.

## Население
| 2002 | 2010 |
| ---- | ---- |
| 20   | ↘19  |